# 徳州扒鶏

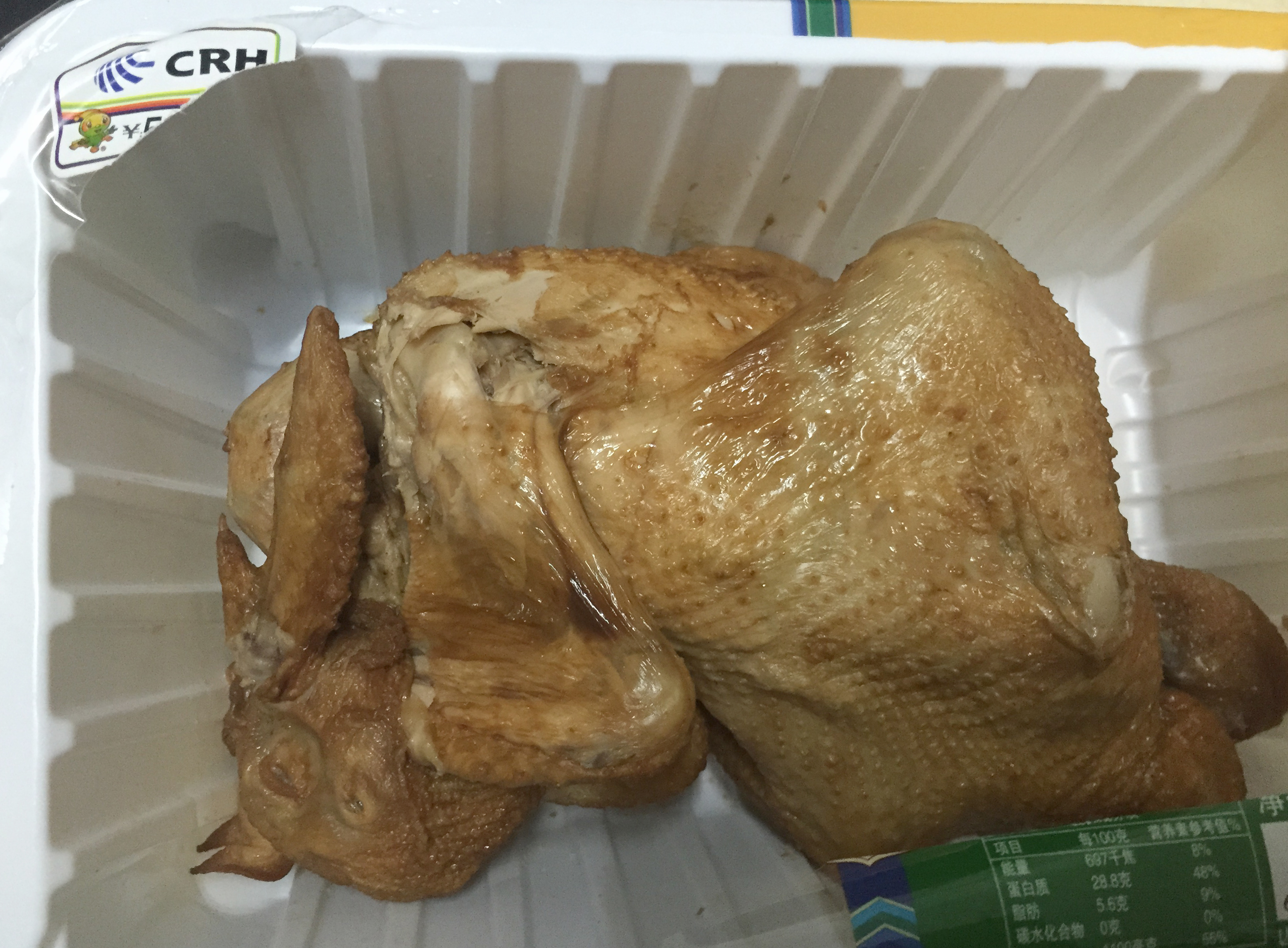
中国鉄路高速で提供される徳州扒鶏

徳州扒鶏（とくしゅうはっけい、ドーヂョウパージー、簡体字：德州扒鸡、繁体字：徳州扒雞、Dézhōu pájī、「徳州の鶏の煮込み」）は、山東省徳州市の有名な中華料理。

## 概要
鶏の煮込みは徳州の伝統的な料理であり、徳州五香脱骨扒鶏（簡体字：德州五香脱骨扒鸡、繁体字：德州五香脱骨扒雞、Dézhōu Wǔxiāng Tuōgǔ Pájī）としても知られている。この料理は清朝の光緒帝時期に、徳州の徳順斎（Déshùnzhāi）で考案された。鶏肉（約1kg）をきつね色になるまで揚げ、マッシュルーム・上質な醤油・クローブ・ヨウシュンシャ・カルダモン・ビャクシ・ウイキョウ・麦芽糖を加えたもので、完成した料理は光沢があり、柔らかく、肉厚で風味豊かである。歯ごたえがあり、魅力的である。この料理は人気を博し、全国的に知られるようになった。過去100年の間、国内および国外からの旅行者に愛されている。

## 歴史
この料理の名称は起源となる山東省徳州に由来する。徳州扒鶏の正式な名称は、鶏肉の柔らかさに由来する「徳州五香脱骨扒鶏」である。
徳州市の年鑑および徳州の歴史によれば、1616年に漢民族が骨付きの鶏肉を複数の香料で煮込むレシピを考案し、代々受け継がれてきた。清朝の乾隆帝（1711年 - 1799年）が徳州に旅した際、皇帝は漢民族に煮込んだ鶏を注文し、「すべての料理の中の奇跡」と讃えた。結果、徳州扒鶏は皇室のお墨付きを得た。
1911年、徳州の徳順斎の韓世功は伝統的な調理法を改善し、調理法を変更して材料を追加した。改善後、鶏肉はさらに美味しくなった。1950年代前半、20人以上の漢民族の子孫が扒鶏を売り出すためのパートナーシップを結んだ。そして、地元の鉄道駅に店を開き、旅行者に特製料理を販売した。料理はすぐに人気が出て、旅行者は美味しい鶏肉料理の評判を広め、すぐに全国的な評判を得た。1956年、彼らの子孫は中国食品会社の徳州支社に加わった。両者は協働してこの料理をさらに魅力的なものとした。2006年、徳州扒鶏の生産は山東省の無形文化遺産に登録された。

## 調理法
1. およそ1kgのめんどりを選ぶ。
2. 丸鶏の内臓をかき出し、腹腔に鶏の脚を詰める。
3. 麦芽糖と水を混ぜた液を、鶏肉に均等にかける。きつね色になるまで油で揚げる。
4. 鶏肉を鍋に入れ、ひたひたに水を張る。鶏肉とスパイスバッグ・生姜・塩・醤油その他を鍋に入れる。スパイスバッグにはウイキョウ・粒のコショウ・八角・桂皮・クローブその他を入れる。
5. 水が沸騰したら火を弱め、若鶏は6-8時間ほど、老鶏の場合は8-10時間ほど煮込み、熱いうちに供する。